# Joaquín Pérez Salas
Joaquín Pérez-Salas García (Sevilla, 1886 - Múrcia, 4 d'agost de 1939) va ser un militar espanyol de l'arma de artilleria que va destacar per la seva intervenció en la Guerra civil espanyola, especialment per la victòria obtinguda durant la batalla de Pozoblanco i la seva presència en el denominat Front de Còrdova. Al final de la contesa va ser fet presoner pel bàndol franquista i afusellat.

## Biografia

### Carrera militar
Neix en una família amb una llarga tradició militar, i de fet el seu germà Jesús també entra la carrera militar i durant la Guerra civil manarà la 30a Divisió. En la família, a més de Joaquín i Jesús, hi ha tres germans més —com Manuel o Julio— que estan en l'Exèrcit.
En 1905 va ingressar en l'Acadèmia d'Artilleria, llicenciant-se cinc anys després sent el número u de la seva promoció. Els següents anys va estar present en diverses destinacions militars, que van incloure el seu pas per València, Melilla o Larraix. Oposat a la supressió del cos d'artillers decretada pel dictador Miguel Primo de Rivera, en 1926 va participar en la fallida "Sanjuanada", que pretenia derrocar la dictadura de Primo de Rivera. Després de diverses vicissituds, el 12 de febrer de 1930 va ser readmès en l'Exèrcit després d'una àmplia amnistia concedida pel governo Berenguer. Després de la proclamació de la Segona República, Pérez Salas va acatar al nou règim i li va jurar fidelitat.

### Guerra civil espanyola
Durant la revolta militar que es produeix al juliol de 1936, Pérez Salas es manté fidel a la República encara que la seva família es veu dividida pels avatars de la guerra: si bé quatre dels germans (inclòs Joaquín) es mantenen fidels, un cinquè es passa a les files dels revoltats. Joaquín va rebre l'ordre de partir al sector de Còrdova acompanyat de dues bateries d'artilleria.
A la fi d'agost participa en la fallida Ofensiva sobre Còrdova, operació que estava dirigida pel General Miaja. Pérez Salas estava a càrrec d'una columna composta una secció de carabiners, 300 guàrdies civils, un grup de guàrdies d'assalt, dues companyies de mariners, un grup mixt artilleria i nombrosos milicians. De les unitats atacants, les forces sota el comandament de Pérez Salas atacarien la ciutat pel sud. Després d'atropellar la resistència inicial, va ser la columna que més a prop va estar d'entrar en la capital cordovesa, encara que es va veure detinguda en el llogaret de Torres Cabrera pels atacs aeris dels Savoia-Marchetti S. M.79 procedents de Sevilla. A causa de l'atac aeri des de la Caserna general de Miaja se li va ordenar la retirada, cosa que Pérez sales va fer disgustat i a contracor. A la fi d'any el front es va estabilitzar, i les forces de Pérez Salas van continuar controlant part de la província de Còrdova.
Després de la conquesta de Màlaga, el 6 de març de 1937 les forces franquistes al comandament de Gonzalo Queipo de Llano van iniciar una ofensiva en el Front de Còrdova, amb la intenció de conquistar Pozoblanco i després de trencar el front, continuar progressant fins a aconseguir el Santuari de la Mare de Déu de la Cabeza, trencant el setge al qual es trobava sotmès des del començament de la guerra. També s'esperava poder conquistar les mines d'Almadén, molt importants per a la guerra per les seves reserves de mercuri. Les unitats republicanes en el sector de Pozoblanco van ser reorganitzades per Pérez Salas sota el seu comandament directe, a pesar que l'Estat Major Central li va autoritzar l'evacuació de la localitat en considerar-la pràcticament perduda. La resistència republicana va ser major de l'esperada i Pérez Salas es va aprestar a llançar un contraatac que va ocasionar nombroses pèrdues materials a l'exèrcit de Gonzalo Queipo de Llano, a més de recuperar tot el territori perdut i fins i tot ocupar àmplies zones enemigues.
En paraules del seu germà Jesús:
| « | «La defensa de Pozoblanco és la més brillant pàgina de la nostra guerra i l'única victòria republicana que es va deure, en gran part, a les excepcionals qualitats del cap que manava el sector». | » |

Per la seva victòria en Pozoblanco va ser proposat per a la concessió de la Placa Llorejada de Madrid, i va rebre la felicitació personal del llavors president del govern Francisco Largo Caballero. El general Queipo de Pla va arribar a comentar en Radi Sevilla:
| « | «Llàstima que tan bon cap com Pérez Salas estigui al costat dels vermells. Sento molt haver d'afusellar-lo, però em veuré obligat a fer-ho». | » |

A partir d'abril, després de la reorganització en divisions de les forces Exèrcit popular, Pérez Salas va passar a manar la 19a Divisió amb caserna general a Pozoblanco, i a partir de maig va manar l'acabat de crear VIII Cos d'Exèrcit. Al capdavant d'aquesta gran unitat va dirigir un contraatac que el mes de juliol li va portar fins El Vacar, molt prop de Còrdova, encara que a causa de la pressió enemiga degué retirar-se. El mes de novembre una ofensiva enemiga en el sector de Peñarroya-Fuente Obejuna va posar de debò en perill les comunicacions entre Extremadura i Andalusia, però un contraatac dirigit personalment per Pérez Salas va restablir la situació, recuperant també la destruïda població de Granja de Torrehermosa. Per aquelles dates també va rebre el comandament de l'acabat de crear Exèrcit d'Extremadura, que exerciria entre el 15 i el 29 de novembre, substituït pel tinent coronel Ricardo Burillo Stholle.
Destinat a la reserva general d'artilleria a València, el 5 de maig de 1938 va ser ascendit a coronel. Uns mesos després, en el context de les derrotes republicanes en el front d'Extremadura, Pérez Salas va sol·licitar el comandament del VIII Cos d'Exèrcit, que va rebre el 12 d'agost. Per al dia 22 l'avanç franquista havia quedat detingut i a partir dels dies següents els republicans van recuperar posicions perdudes anteriorment. Així, les unitats sota el comandament de Pérez Salas van aconseguir defensar novament les mines d'Almadén, detenint per complet l'ofensiva de Queipo de Llano en el front extremeny. El 13 de setembre va rebre l'ordre de capturar Còrdova. El dia 22 les forces de Pérez Salas tornen a iniciar l'ofensiva, encara que aquesta no aconsegueix trencar les defenses enemigues i el 5 d'octubre l'operació és cancel·lada definitivament.

### Final de la guerra i execució
Al març de 1939, després de produir-se simultàniament una Revolta quintacolumnista a Cartagena i el Cop de Casado contra el Govern Negrín, el nou Consell Nacional de Defensa va nomenar Pérez Salas comandant de la Base naval de Cartagena. Entre el 8 i el 9 de març va arribar a la ciutat i es va fer càrrec del seu nou comandament, després que la 206a Brigada Mixta hagués recuperat el control de la ciutat. Durant les següents setmanes va venir un període d'espera del final de la guerra que ja es preveia. El 29 de març surt de Cartagena el petrolier Campilo, i amb ell van a bord nombrosos refugiats que fugen de les possibles represàlies franquistes. Pérez Salas acudeix als molls a acomiadar-se d'alguns coneguts i rebutja les invitacions que se li fan de pujar a bord. L'endemà l'Exèrcit franquista va ocupar la ciutat i Pérez Salas va ser detingut en el seu domicili.
Va ser immediatament empresonat i posteriorment traslladat a Múrcia, sent finalment jutjat per "rebel·lió militar", condemnat a mort i afusellat el 4 d'agost. En el moment del seu afusellament va cridar: "¡Viva la República! ¡Viva Cristo Rey!".